# Alan Kostelecky
V. Alan Kostelecky ist ein US-amerikanischer theoretischer Physiker.
Alan Kostelecky studierte zunächst Biologie und Chemie und dann Physik an der University of Bristol mit dem Bachelor-Abschluss 1977 und der Yale University, an der er 1979 seinen Master-Abschluss erhielt und 1982 bei Samuel MacDowell  promovierte (Geometric construction of extended supergravity). Ab 1985 war er an der Indiana University in Bloomington, an der er Distinguished Professor ist und 1997 bis 2000 der Physik-Abteilung vorstand. Er war unter anderem am CERN und am Los Alamos National Laboratory.
Er ist bekannt für Arbeiten über die mögliche Brechung der Lorentz Symmetrie in Erweiterungen des Standardmodells (wie der Stringtheorie und Quantengravitation), was er zur sogenannten Standardmodellerweiterung (SME, Standard Model Extension) ausbaute. Darin werden systematisch die möglichen Terme für eine Verletzung von Raum-Zeit-Symmetrien untersucht (Lorentz-Symmetrie, CPT-Symmetrie). Ende der 1980er Jahre schlug er vor, dass solche Symmetrieverletzungen möglicherweise auch beobachtbar wären. Seine Theorie diente seitdem als Basis für Tests der Speziellen Relativitätstheorie (Moderne Tests der Lorentzinvarianz).
1985 fand er mit Alan Chodos Aufmerksamkeit mit der Vermutung, Neutrinos könnten Tachyonen sein.
Er ist Fellow der American Association for the Advancement of Science (2006), des Institute of Physics (2000) und der American Physical Society (2004). 1993 und 2005 gewann er den Preis der Gravity Research Foundation. 1988 und 1992 erhielt er einen Preis für herausragende Lehre an seiner Universität und 1997 den Frederic Bachman Lieber Memorial Award der Universität für seine Lehre.
Bis 2014 war er Organisator von sechs internationalen Konferenzen zur Lorentz- und CPT-Symmetrie (erschienen als Sammelbände bei World Scientific).

## Schriften (Auswahl)
- Alan Kostelecky, Stuart Samuel: Spontaneous breaking of Lorentz symmetry in string theory, Physical Review D, Band 39, 1989, S. 683–685
- Don Colloday, Alan Kostelecky: CPT Violation and the Standard Model, Phys. Rev. D, Band 55, 1997, S. 6760–6774, Arxiv.org
- Don Colloday, Alan Kostelecky: Lorentz-Violating Extension of the Standard Model, Phys. Rev. D, Band 58, 1998, S. 116002[4]
- Alan Kostelecky: Search for relativity violations, Scientific American, Januar 2006, online